# Lutzomyia maranonensis
Lutzomyia maranonensis är en tvåvingeart som beskrevs av Galati E. A. B., Cáceres A., Le Pont F. 1995. Lutzomyia maranonensis ingår i släktet Lutzomyia och familjen fjärilsmyggor. Inga underarter finns listade i Catalogue of Life.